# Ingrid Schmidt
Ingrid Schmidt (ur. 25 grudnia 1955 w Bürstadt) – niemiecka prawniczka, sędzia, prezydent Federalnego Sądu Pracy.
Po ukończeniu studiów prawa na Uniwersytecie Johanna Wolfganga Goethego we Frankfurcie nad Menem zdała w kwietniu 1983 egzamin asesorski. Następnie była współpracownikiem naukowym Katedry Prawa Prywatnego, Procesowego i Porównawczego na Uniwersytecie we Frankfurcie. W sierpniu 1983 zdobyła uprawnienia adwokata. Od czerwca 1985 Schmidt działała jako sędzia w heskim sądownictwie socjalnym. Następnie, w okresie od listopada 1990 do lutego 1993 była delegowana do Federalnego Trybunału Konstytucyjnego jako współpracownik naukowy.
1 sierpnia 1994 objęła funkcję sędzi Federalnego Sądu Pracy, najpierw jako członek Siódmego a od roku 2000 – Pierwszego Senatu. Od września 2002 kierowała jako Sędzia Przewodnicząca Szóstym Senatem.
Od 1 marca 2005 sprawuje funkcję prezydenta Federalnego Sądu Pracy. 
Schmidt jest zamężna i ma dwoje dzieci.
Jest współredaktorką znanego komentarza do ustawy o ustroju zakładowym.